# Nidoval Reis
Nidoval Reis (Distrito de Laranjeiras, em Barretos, SP. 21 de dezembro de 1922 — Bauru, 15 de fevereiro de 1985) foi um poeta brasileiro.
Nidoval Reis nasceu na pequena vila de Laranjeiras, então sede de distrito de paz, e à época parte do município de Barretos, filho do farmacêutico e igualmente poeta José da Silva Reis, e da professora Risoleta Reis. Ainda moço foi atacado pela tuberculose, lutando contra a doença ao longo de cinco anos. 
Na sua carreira como jornalista profissional, colaborou com jornais e revistas do Rio de Janeiro, Belo Horizonte, Espírito Santo e São Paulo. Veio a residir em Bauru, trabalhando nos meios de comunicação mais importantes dessa cidade.
Foi membro de várias academias de Letras do país, assim como do Grémio Cultural de Felgueiras, em Portugal. Nesse país venceu um concurso com o poema "A morte será assim", que encontra-se no portão de entrada do cemitério de Coimbra. Nidoval dedicou sempre grande afeição a Barretos, sua terra natal. Em 1975, escreveu a Ruy Menezes: "Qualquer dia desses, você vai receber por aí a notícia de meu passamento. É que o "cuore" já não está mais aguentando a parada dura da vida (...). Saiba que vou ser cremado em São Paulo, metade de minhas cinzas ficarão num dos jardins de Bauru e a outra metade terá o destino de um dos jardins da minha terra". Morreu em Bauru a 15 de fevereiro de 1985.
Em sua homenagem foram nomeadas duas praças, uma em Barretos, no bairro Primavera, e outra em Bauru, e uma escola, a Escola Municipal de Educação Infantil Nidoval Reis, também em Bauru.

## Obras publicadas
- "Sob a sombra da desgraça", 1951 - Pongetti, Rio
- "Um pouco além do mundo", 1955, Pongetti - Rio
- "Quinze poemas e um soneto para minha mãe", 1965
- "Chuva miúda", trovas, 1968
- "Calendário de trovas", 1982
- "Calendário de poemas", 1983